# Sweet Southern Sugar
Sweet Southern Sugar è l'undicesimo album in studio del cantante statunitense Kid Rock, pubblicato nel 2017.

## Tracce
1. Greatest Show on Earth – 3:59
2. Po-Dunk – 4:31
3. Tennessee Mountain Top – 4:34
4. I Wonder – 3:18
5. American Rock 'n Roll – 4:35
6. Back to the Otherside – 4:51
7. Raining Whiskey – 3:59
8. Stand the Pain – 4:44
9. Sugar Pie Honey Bunch – 4:11
10. Grandpa's Jam – 4:14